# Дент, Мартин
Мартин Дент (англ. Martin Dent) — австралийский легкоатлет, бегун на длинные дистанции британского происхождения. На Олимпийских играх 2012 года занял 28-е место в марафоне с результатом 2:16.29. На чемпионате мира 2009 года занял 21-е место на марафонской дистанции. На чемпионате мира среди юниоров 1998 года занял 11-е место в беге на 3000 метров с препятствиями. 
На Фукуокском марафоне 2011 года занял 8-е место с личным рекордом — 2:12:23.
Занял 23-е место на чемпионате мира 2013 года в Москве.